# Dale Earnhardt Jr.
Ralph Dale Earnhardt Jr. (ur. 10 października 1974 roku w Kannapolis) – były amerykański kierowca wyścigowy serii Monster Energy NASCAR Cup Series. Obecnie komentator sportowy stacji NBC oraz właściciel zespołu JR Motorsports startującego w NASCAR Xfinity Series.

## Kariera

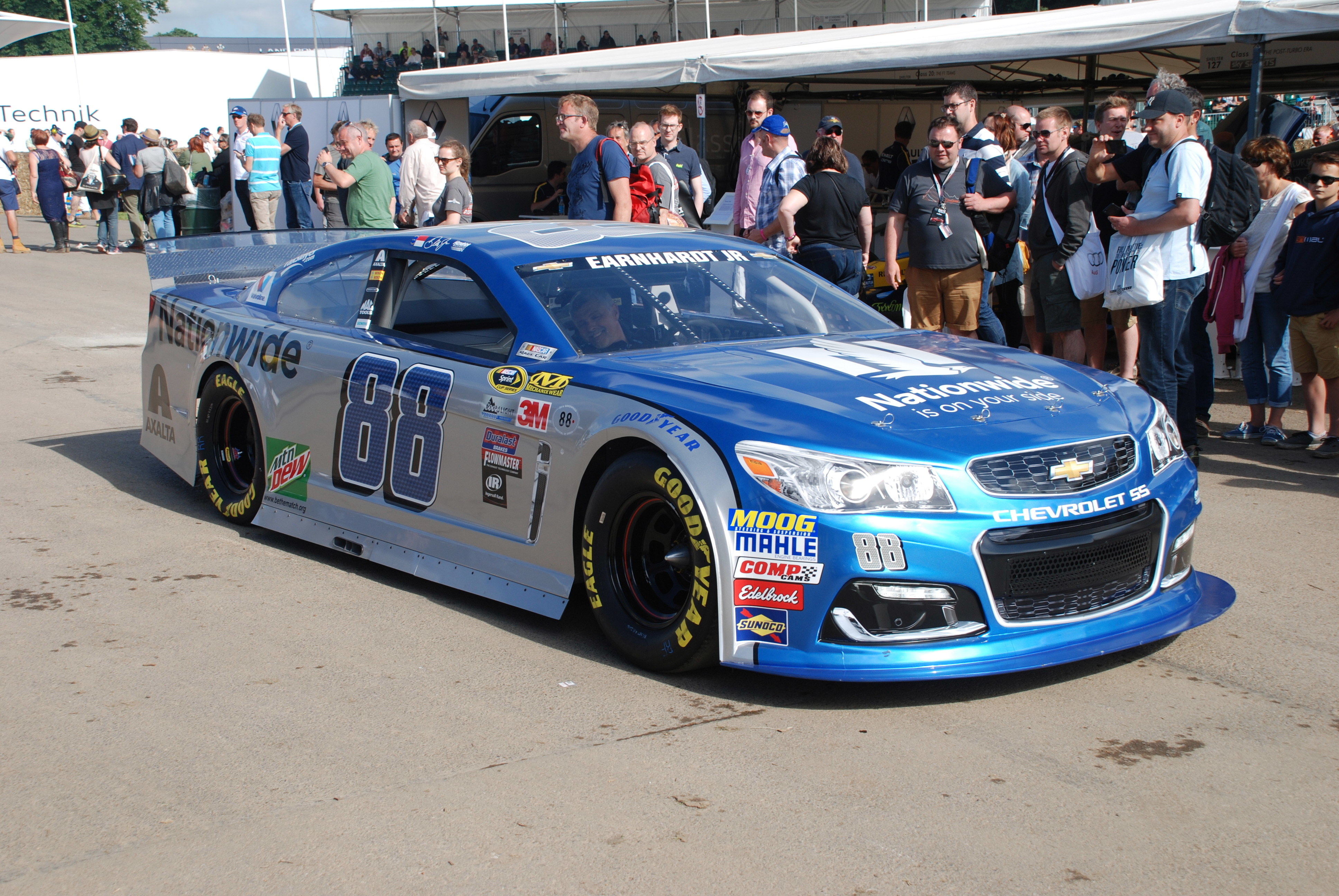
Samochód Earnhardta w 2016 roku

### NASCAR Xfinity Series
Earnhardt zadebiutował w zawodach w 1996 roku kierując dla zespołu założonego przez jego ojca, Dale Earnhardt Inc. W następnym roku wziął udział w ośmiu wyścigach, a od 1998 roku był już regularnym kierowcą. W latach 1998 i 1999 zdobył tytuły mistrza owej serii, wygrywając odpowiednio sześć i siedem wyścigów w owych sezonach, po czym przeniósł się do wyższej rangą serii Monster Energy NASCAR Cup Series. W kolejnych latach startował w wybranych wyścigach, traktując je jako przygotowanie do odbywającego się na tym samym torze wyścigu Cup Series. Zdobył przy tym 11 kolejnych zwycięstw.
W 2002 roku założył zespół wyścigowy JR Motorsports, którego samochody biorą udział w wyścigach serii Xfinity. W 2014 roku kierowca zespołu, Chase Elliott, został mistrzem tych rozgrywek, dzięki czemu dał Earnhardtowi pierwszy tytuł mistrzowski jako właściciel zespołu.

### Monster Energy NASCAR Cup Series
Earnhardt zadebiutował w najważniejszej serii wyścigów NASCAR w 1999 roku, kiedy wziął udział w pięciu wyścigach. W owej serii również był członkiem ekipy Dale Earnhardt Inc. Kierował samochodem nr 8 sponsorowanym przez Budweiser. Następny sezon był jego pierwszym pełnoetatowym, a także przyniósł mu pierwsze zwycięstwo na torze w Teksasie. W 2001 roku zdobył swoje pierwsze zwycięstwo na torze Daytona International Speedway, na którym pół roku wcześniej jego ojciec zginął w wypadku na ostatnim okrążeniu Daytona 500. Między 2001 i 2003 rokiem czterokrotnie zwyciężał w wyścigach w Talladedze. W 2003 roku zdobył jedyne w swojej karierze podium w klasyfikacji kierowców, kończąc sezon na trzecim miejscu. Rok 2004 rozpoczął od swojego pierwszego zwycięstwa w prestiżowym wyścigu Daytona 500.
W 2008 roku, rozczarowany wynikami swojego zespołu (w latach 2005 i 2006 udało mu się zdobyć jedynie jedno zwycięstwo na sezon, zaś w 2007 żadnego), przeniósł się do Hendrick Motorsports, gdzie zasiadł za kierownicą samochodu nr 88 sponsorowanego przez Gwardię Narodową. Swoje pierwsze zwycięstwo dla nowej ekipy zdobył w Michigan, lecz było ono jego jedynym aż do 2012 roku, kiedy ponownie zwyciężył na owym torze. W roku 2014 wrócił do wysokiej formy, zdobywając swoje drugie trofeum zwycięzcy Daytona 500, a sezon zakończył z czterema zwycięstwami. W 2015 nowym sponsorem jego samochodu została firma ubezpieczeniowa Nationwide. Rok ten przyniósł mu trzy zwycięstwa, w tym jego jak do tej pory ostatnie zdobyte w Phoenix. Sezon 2016 zakończył się dla Earnhardta przedwcześnie, gdyż na skutek wstrząśnięcia mózgu musiał wycofać się z połowy wyścigów owego roku. Powrócił on na tor w 2017 roku, lecz w trakcie sezonu ogłosił zakończenie kariery kierowcy z końcem roku.
W ciągu swojej 19-letniej kariery w Monster Energy NASCAR Cup Series Earnhardt zdobył 26 zwycięstw i 15 pole position. Czternaście razy z rzędu był też wybierany przez fanów na najpopularniejszego kierowcę serii, co jest rekordem owej nagrody.

## Życie prywatne
Earnhardt urodził się w Kannapolis. Jest synem siedmiokrotnego mistrza NASCAR, Dale'a Earnhardta. Zainspirowany jego sukcesami, w wieku 17 lat rozpoczął swoją karierę kierowcy wyścigowego.
W 2016 roku ożenił się z projektantką wnętrz Amy Reimann. Para spodziewa się córki w 2018 roku.

## Filmografia
- 2006: Auta jako Junior
- 2006: Ricky Bobby – Demon prędkości jako on sam
- 2013: The Cleveland Show jako on sam[3]